# جايمي راموس هرنانديز
جايمي راموس هرنانديز (بالإسبانية: Jaime Ramos)‏ (9 يناير 1973 بمدريد في إسبانيا - ) هو لاعب كرة قدم إسباني في مركز الوسط. لعب مع أتلتيكو مدريد ب وإيسيخا بالومبيي وريال مورسيا ونادي ألميريا ونادي خيتافي ونادي فياريال ونادي ليغانيس ونادي الزيرا ‏ وCD San Fernando de Henares ‏ وCD Coslada ‏ وReal Aranjuez CF ‏.

## وصلات خارجية
- جايمي راموس هرنانديز على موقع قاعدة بيانات كرة القدم.إي يو (الإنجليزية)